# Hans Jönsson
Hans Jönsson (* 26. Oktober 1913 in Berlin; † 30. September 1993 in Wiesbaden) war ein deutscher Film-, Fernseh- und Hörspielkomponist und Dirigent.

## Werk
Er schrieb die Melodien zu den bekannten Paul-Temple-Hörspielen mit René Deltgen und Paul Klinger, die in den 1950er und 1960er vom WDR produziert wurden, war für den Soundtrack der legendären Durbridge-Filme, den Straßenfegerkrimis Das Halstuch (1962) und Tim Frazer (1963) verantwortlich und schrieb in den 1970er Jahren für die von Regisseur Wilhelm Semmelroth inszenierten sogenannten „Plüschkrimis“ (Verfilmungen bekannter Detektivgeschichten aus dem 19. Jahrhundert) die Filmmusik. Die GEMA in München verzeichnet über 100 Filmtitel, die aus seiner Feder stammen.
Im Auftrag des ZDF schuf Jönsson auch Filmmusiken für einige rekonstruierte Stummfilme, darunter Werke von Ernst Lubitsch und die Harold-Lloyd-Komödien Mädchenscheu (Girl Shy, 1924) und Straßenjagd mit Speedy (Speedy, 1928).

## Filmmusiken
- 1961: Vom Erzeuger zum Verbraucher (Dokumentation – Drehbuch Paul Zils, Regie Dieter Werner)
- 1961: Der entscheidende Augenblick (Regie: Imo Moszkowicz)
- 1962: Das Halstuch (Buch: Francis Durbridge, Regie: Hans Quest)
- 1963: Tim Frazer (Buch: Francis Durbridge, Regie: Hans Quest)
- 1964: Die Truhe (Regie: Paul May)
- 1969: Der Vetter Basilio (Fernsehzweiteiler)
- 1971: Die Frau in Weiß (nach einem Roman von Wilkie Collins, Regie: Wilhelm Semmelroth)
- 1972: Eine Tote soll ermordet werden (nach Philip Freund, Regie: Wilhelm Semmelroth)
- 1973: Der rote Schal (nach einem Roman von Wilkie Collins, Regie: Wilhelm Semmelroth)
- 1974: Der Monddiamant (nach einem Roman von Wilkie Collins, Regie: Wilhelm Semmelroth)
- 1975: Der Strick um den Hals (nach einem Roman von Émile Gaboriau, Regie: Wilhelm Semmelroth)
- 1976: Die Affäre Lerouge (Drehbuch: Herbert Asmodi, Regie: Wilhelm Semmelroth)
- 1977: Onkel Silas (nach einem Roman von Joseph Sheridan Le Fanu, Regie: Wilhelm Semmelroth)
- 1978: Lady Audleys Geheimnis (Drehbuch: Herbert Asmodi, Regie: Wilhelm Semmelroth)
- 1980: Lucilla (nach einem Roman von Wilkie Collins, Regie: Wilhelm Semmelroth)
- 1983: Dibbegass Nummer Deckel (Regie: Sepp Strubel)

## Hörspiele
- 1949: Paul Temple und die Affaire Gregory – Regie: Eduard Hermann / Fritz Schröder-Jahn
- 1950: Ein Fall für Paul Temple – Regie: Eduard Hermann
- 1951: Paul Temple und der Fall Curzon – Regie: Eduard Hermann
- 1953: Paul Temple und der Fall Vandyke – Regie: Eduard Hermann
- 1954: Paul Temple und der Fall Jonathan – Regie: Eduard Hermann
- 1955: Paul Temple und der Fall Madison – Regie: Eduard Hermann
- 1957: Paul Temple und der Fall Gilbert – Regie: Eduard Hermann
- 1958: Paul Temple und der Fall Lawrence – Regie: Eduard Hermann
- 1959: Paul Temple und der Fall Spencer – Regie: Eduard Hermann
- 1961: Paul Temple und der Fall Conrad – Regie: Eduard Hermann
- 1962: Paul Temple und der Fall Margo – Regie: Eduard Hermann
- 1966: Paul Temple und der Fall Genf – Regie: Otto Düben
- 1968: Paul Temple und der Fall Alex – Regie: Otto Düben